# Antonio de Monroy
Antonio de Monroy e Hijar, O.P. (Santiago de Querétaro, Nueva España, 1634-Santiago de Compostela, España, 1715) fue obispo de Michoacán y arzobispo de Santiago de Compostela.

## Biografía
Realizó sus primeros estudios en el Colegio de San Francisco Javier de los jesuitas en la ciudad de Querétaro. Se trasladó a la Ciudad de México para ingresar al Colegio de Cristo, en donde estudió filosofía. Se unió a la Orden de Predicadores el 27 de julio de 1654. Impartió clases en el Colegio de Cristo y en el Colegio de Portacoeli. Posteriormente obtuvo un doctorado en la Universidad. Fue catedrático y rector del Colegio de Santo Tomás. Fue prior y generalato de su orden, cargo al que fue promovido en 1677 y que ejerció durante nueve años.
En 1680, fue nombrado obispo de Michoacán, sin embargo renunció a la diócesis ese mismo año. El 4 de junio de 1685 fue elegido arzobispo de Santiago de Compostela, siendo consagrado el 17 de junio del mismo año. Gobernó la mitra durante más de treinta años, veinte de los cuales estuvo paralítico.
Fue condecorado por el rey Carlos II con los honores de grande de España de primera clase. Fue notario mayor del reino de León. Fue capellán, limosnero mayor y juez de su real casa y capilla. Participó en la canonización y procesión de Pío V. Murió en Santiago de Compostela en 1715. Se realizaron sus exequias en la Catedral de Santiago de Compostela, y en la Nueva España, en la Catedral Metropolitana de la Ciudad de México, en la Universidad  y en el convento de Santo Domingo.